# Watson Lake (See in Yukon)
Der Watson Lake ist ein 14,1 km² großer See, der sich 4 km nordwestlich der Gemeinde Watson Lake im kanadischen Yukon-Territorium befindet. Der See befindet sich im Stammesgebiet der Kaska Dena.

## Lage
Der Robert Campbell Highway verläuft entlang dem Ost- und Nordufer des Sees. Der Watson Lake besitzt eine Längsausdehnung in WNW-OSO-Richtung von 8,5 km sowie eine maximale Breite von etwa 2,6 km. Der See liegt auf einer Höhe von 680 m. Er ist bis zu 32 m tief. Die mittlere Wassertiefe beträgt 14,5 m. Der Watson Lake wird vom Watson Creek durchflossen und zum Liard River entwässert. Am Nordufer befindet sich der Flughafen von Watson Lake.

## Seefauna
Die Population des Amerikanischen Seesaiblings ist im Vergleich zu anderen Seen klein und gilt als bedroht. Dagegen gilt die Population der Heringsmaräne im See als „nicht bedroht“.